# Skvattram
Skvattram, regionalt getpors, (Rhododendron tomentosum) är en art i det stora och variabla släktet Rhododendron i familjen ljungväxter.
Tidigare har skvattram ansetts höra till det egna släktet Ledum, till vilket också några snarlika nordamerikanska arter räknats, men senare forskning har visat att Ledum är så pass nära besläktade med Rhododendron att de bör räknas till samma släkte.

## Beskrivning

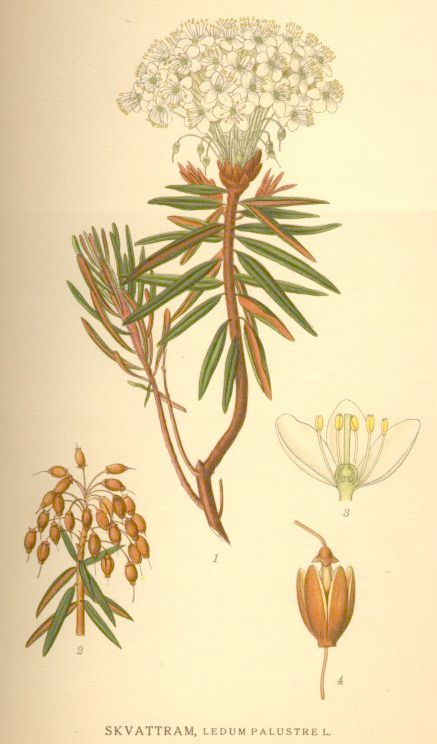
1. Gren med blomställning
2. Kvist med fjolårsfrukter
3. Blomma i längdsnitt
4. Moget fröhus

Skvattram är en upprätt vintergrön grenig buske med brunhåriga grenar, som brukar bli från ett par decimeter upp till en och en halv meter hög. Växten är vanlig på fuktiga och magra torvmarker som tallmyrar, myrkanter, sumpskogar och skogskärr. Norrut finns den även på torra tallhedar. 

## Blad
Bladen är 2-5 centimeter långa, smala och på ovansidan släta och glänsande mörkgröna med nedåtrullade kanter medan undersidan är kraftigt hårig. Liksom andra rododendronarter är bladens form temperaturberoende, så att de rullas ihop hårdare och fälls alltmer ner ju kallare det blir.

## Blomma
Blomning i juni-juli med vita blommor på upprätta skaft och de har en karakteristisk starkt aromatisk doft. De sitter i klasar i grenspetsarna och är till skillnad från andra ljungväxters knappt alls sambladiga. Blommorna har 10 ståndare och frukten är en kapsel, som spricker upp i 5 flikar. Fröna är små och skakas ut ur kapseln av vinden.

## Utbredning
I Sverige är skvattram vanlig i större delen av landet förutom i Bohuslän, Härjedalen och Jämtland. I Pite lappmark håller den sig under 700 m ö h; i norra Norge under 400 m ö h. Den förekommer i hela Finland och sträcker sig österut in genom Ryssland.
Huvudarten förekommer från norra och centrala Europa till norra Asien med närbesläktade arter i norra USA och i Kanada.

### Utbredningskartor
- Norden
- Norra halvklotet

## Underarter
Arten är mångformig och exakt var gränsen går mot liknande arter är inte fullt utrett. Två underarter kan urskiljas:
- subsp. tomentosum - oftast upprätta buskar. Bladundersidorna har täta rödaktiga ullhår.

- Den andra underarten har ännu inget giltigt namn under Rhododendron men hette tidigare Ledum palustre subsp. decumbens (Aiton) Hultén - det är krypande buskar. Bladundersidorna har rött hår och vita ullhår.

## Innehållsämnen
Skvattram innehåller bl a
- arbutin, C12H16O7, ett fast ämne.
- ericolin, som är en gul amorf massa (en glykosid) med bitter smak.
- ericinol, en sönderfallsprodukt ur ericolin. Den är en från början färglös, välluktande olja, som efter hand blir brun.
- leditansyra
- ledol, en seskviterpen
- myrcen, 7-metyl-3-metylen-1,6-octadien, C10H10, en färglös eller svagt gulaktig vätska
- palustrol, en sesqiterpen
- quercetin = xanthaurin, C15H10O7. Namnet av latin quercus = ek
- spår av diverse alkaloider

## Användning
Skvattram används inom växtfärgning och ger då en gul, relativt ljushärdig färg. Tack vare innehållet av garvämnen i växten används den även för färgning av lin.
Det sägs att man kan hålla mygg borta genom att gnida in sig med skvattram. Växten har också använts som malmedel. Några av de alternativa namnen nedan antyder en förmodad effekt mot löss.
Skvattram har använts som ersättning för pors och humle som krydda vid ölbryggning; i större mängd är skvattram dock giftig. Skvattram ger öl en viss narkotisk effekt men som också lätt ger huvudvärk. Växten har även använts som brännvinskrydda.
Enligt gammal farmakologi kan Herba Ledi = Rosmarinus Sylvestris, en infusion på årsskott med knappt utslagna blommor, vara effektivt mot reumatism och hudutslag. Herba Ledi är urin- och svettdrivande. Den flyktiga oljan i bladen har en starkt irriterande verkan på slemhinnor och folkmedicinsk användning har orsakat förgiftningar.

## Dialektala namn
| Namn            | Trakt                                                 | Referens | Kommentar |
| --------------- | ----------------------------------------------------- | -------- | --- |
|                 |                                                       |          | |
| Bockhorn        |                                                       | [ 4 ]    | |
| Bockkpors       | Nyland i Finland                                      | [ 5 ]    | |
| Getblomma       |                                                       | [ 4 ]    | Ledet Get har växten fått på grund av att den luktar lika fränt som en getabock                                          |
| Getpors         |                                                       | [ 4 ]    | Ledet Get har växten fått på grund av att den luktar lika fränt som en getabock                                          |
| Klammerris      |                                                       | [ 4 ]    | |
| Käglabuske      | Götaland Svenskfinland                                | [ 6 ]    | |
| Kägrabuske      |                                                       | [ 4 ]    | |
| Lummer          |                                                       | [ 4 ]    | |
| Myrkrona        |                                                       | [ 4 ]    | |
| Myrkull         |                                                       | [ 4 ]    | |
| Myrris          |                                                       | [ 4 ]    | |
| Skvackor        |                                                       | [ 4 ]    | |
| Skvatteonris    |                                                       | [ 4 ]    | |
| Svikra          |                                                       | [ 4 ]    | |
| Skväckare       |                                                       | [ 4 ]    | |
| Skväckla        |                                                       | [ 4 ]    | |
| Skvärka         |                                                       | [ 4 ]    | |
| Vild skogsmarin |                                                       | [ 4 ]    | |

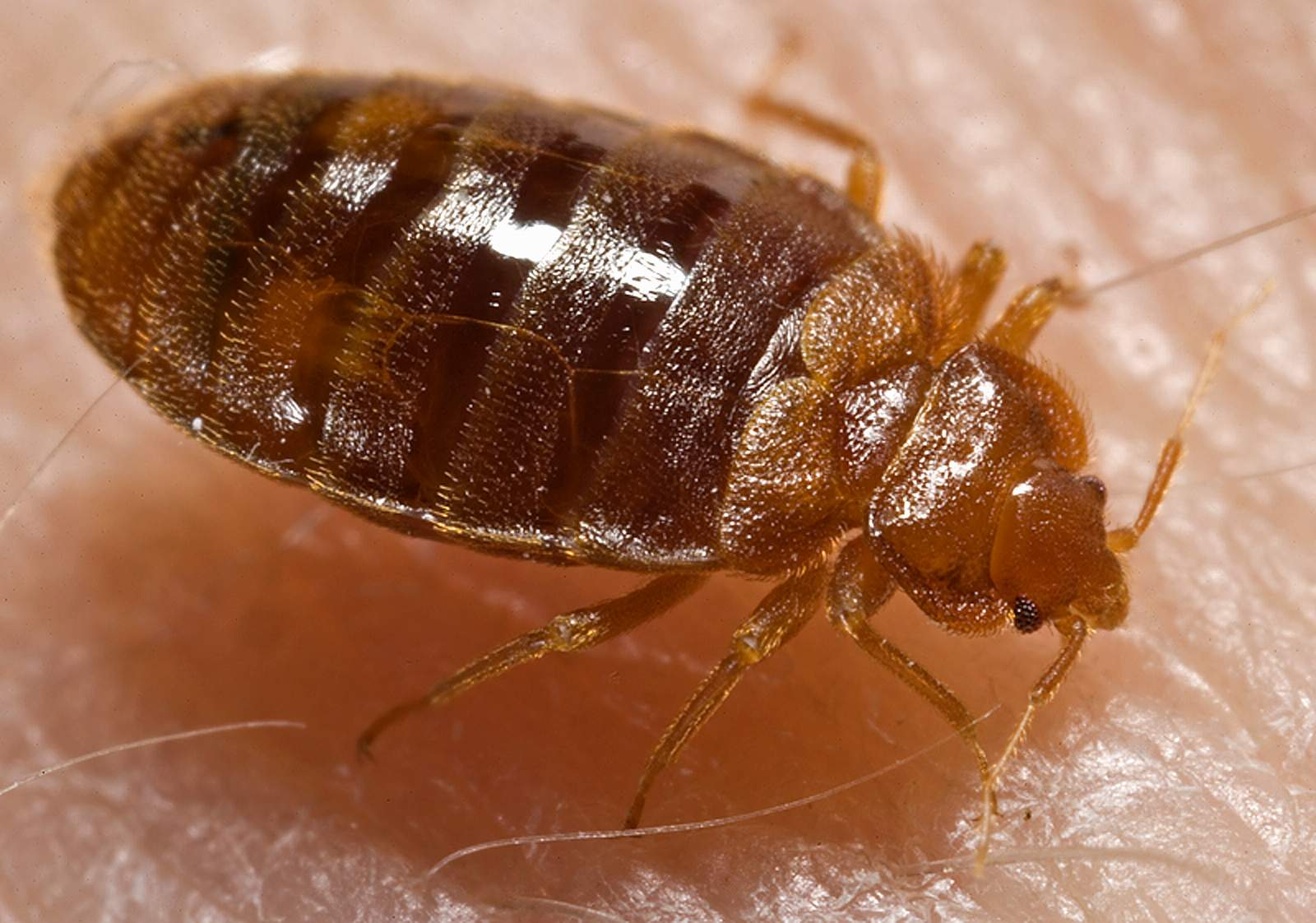
Vägglus

| Vägglusgräs     |                                                       | [ 4 ]    | Förmodas ha avskräckande effekt på vägglöss                                                                              |
|                 |                                                       |          | |
|                 | Följande arter tillhör, trots namnen, inte porsväxter |          | |
| Dypors          |                                                       | [ 4 ]    | Syftar på växtplatsen mosse med dybotten                                                                                 |
| Geitpårs        |                                                       | [ 4 ]    | Leden Geit och Get syftar på att växten luktar lika fränt som en getabock                                                |
| Getpors         |                                                       | [ 4 ]    | Leden Geit och Get syftar på att växten luktar lika fränt som en getabock                                                |
| Hästpors        |                                                       | [ 4 ]    | |

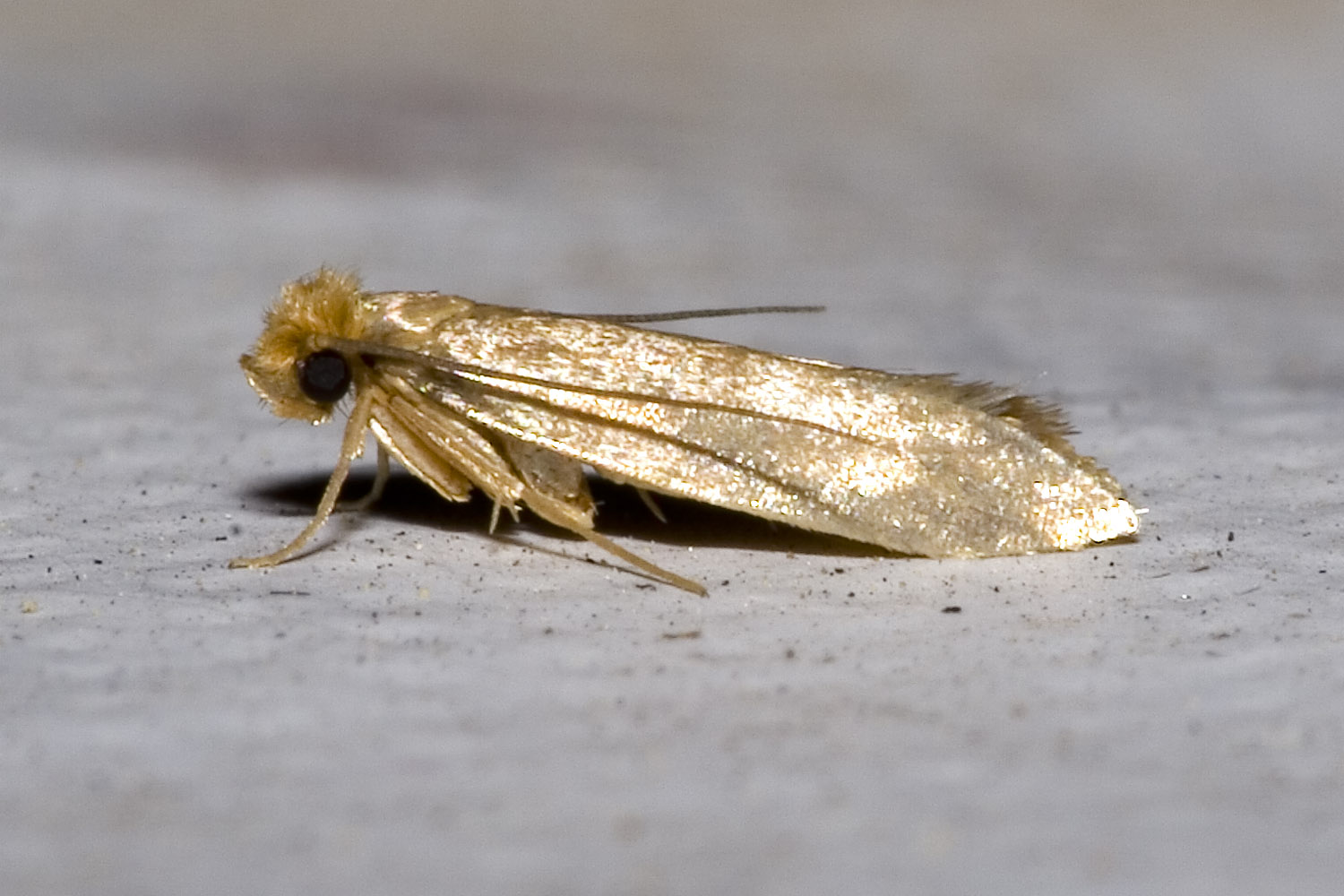
Klädesmal

| Klädpors        |                                                       | [ 4 ]    | Undanlagda yllekläder i en tät bomullspåse skyddas mot angrepp av klädesmalens larver, om skvattramkvistar läggs i påsen |
| Luspors         |                                                       | [ 4 ]    | |
| Myrpors         |                                                       | [ 4 ]    | Myr syftar på växtplatsen                                                                                                |
| Porsris         |                                                       | [ 4 ]    | |
| Svinpors        |                                                       | [ 4 ]    | Löss på svin bekämpas genom tvättning med en dekokt av skvattram                                                         |
| Vildpors        |                                                       | [ 4 ]    | |
| Väggluspors     |                                                       | [ 4 ]    | Förmodas ha avskräckande effekt på vägglöss                                                                              |

## Synonymer
subsp. tomentosum
Ledum palustre L.
Ledum tomentosum Stokes nom. superfl.
Rhododendron palustre (L.) Kron & Judd nom. illeg.
subsp. "decumbens" (ogiltigt)
Ledum decumbens (Aiton) Loddiges ex Steudel
Ledum palustre subsp. decumbens (Aiton) Hultén
Ledum palustre var. decumbens Aiton
Rhododendron subarcticum Harmaja
Rhododendron tomentosum subsp. subarcticum (Harmaja) G. D. Wallace nom. illeg.

## Bilder

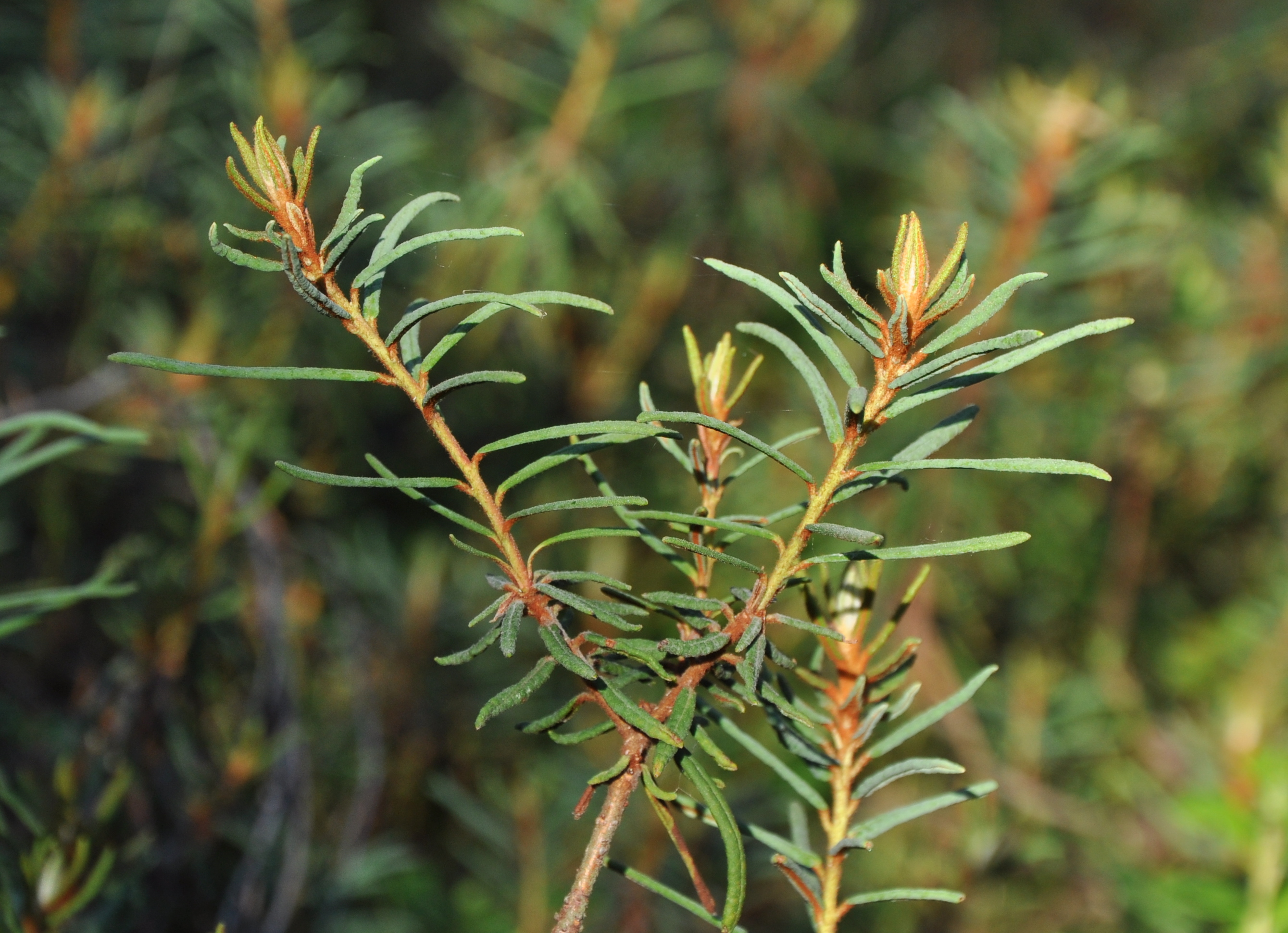
Kvist
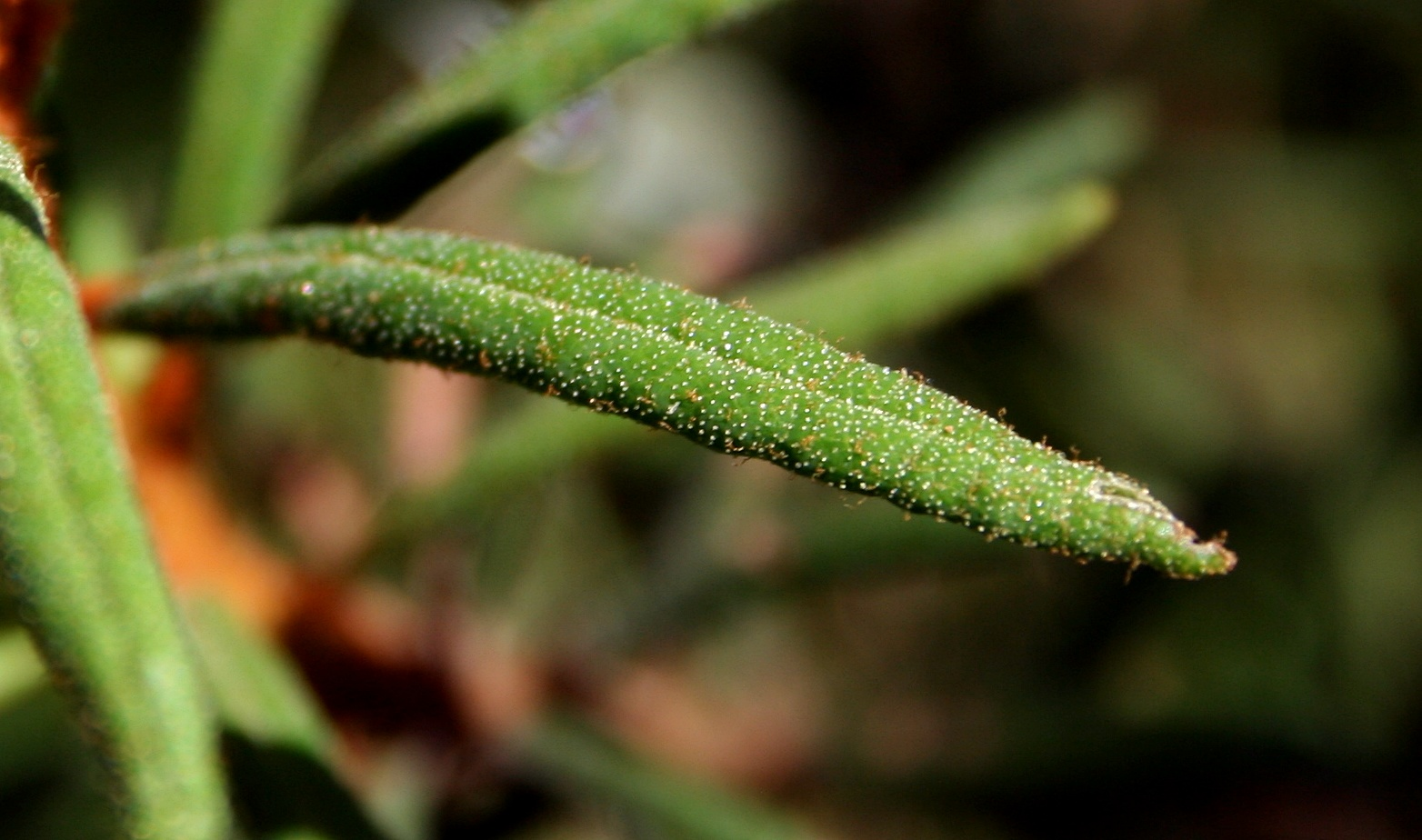
Undersidan av ett blad. Lägg märke till de hoprullade kanterna och de många små håren
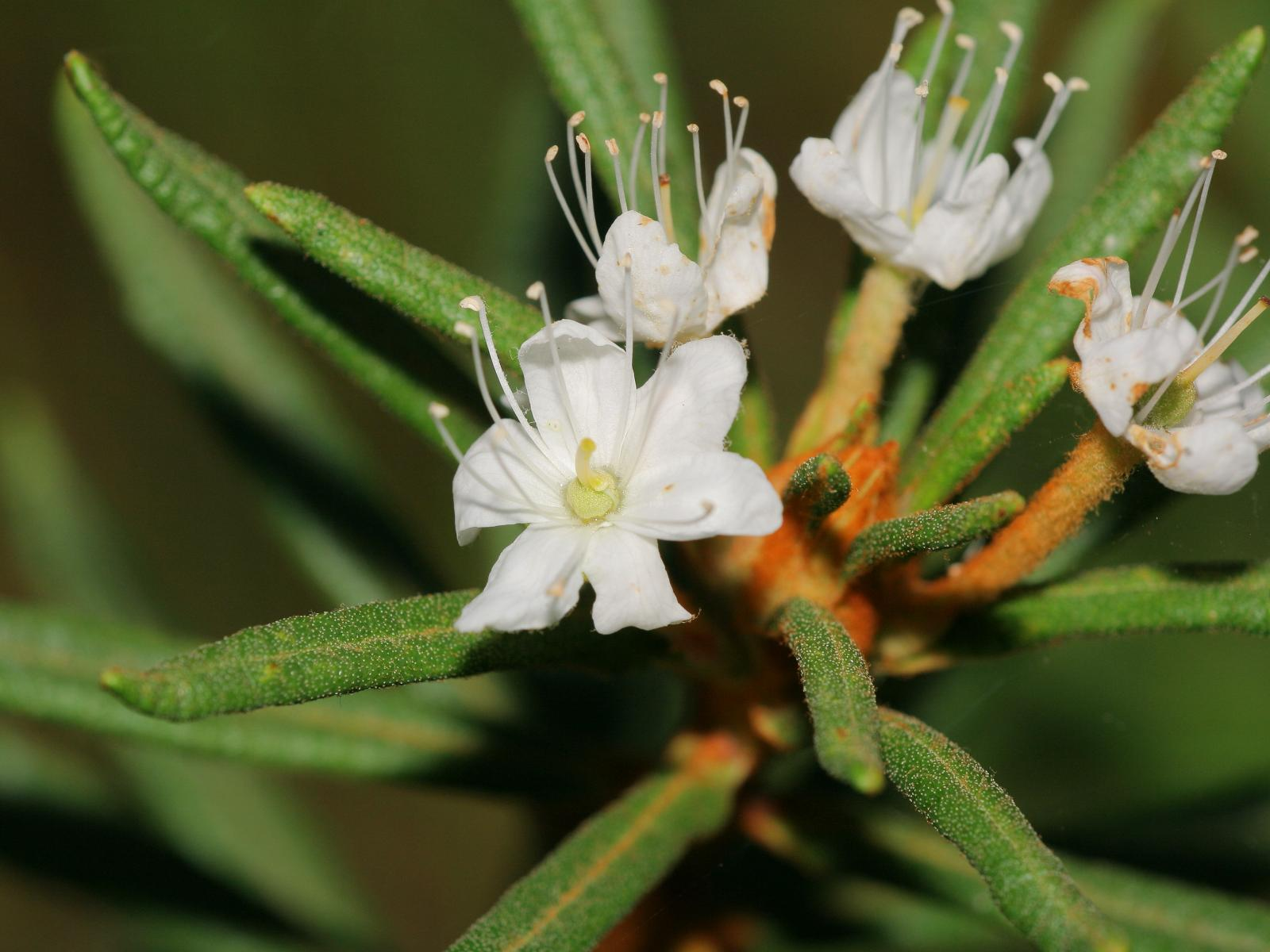
Blommor
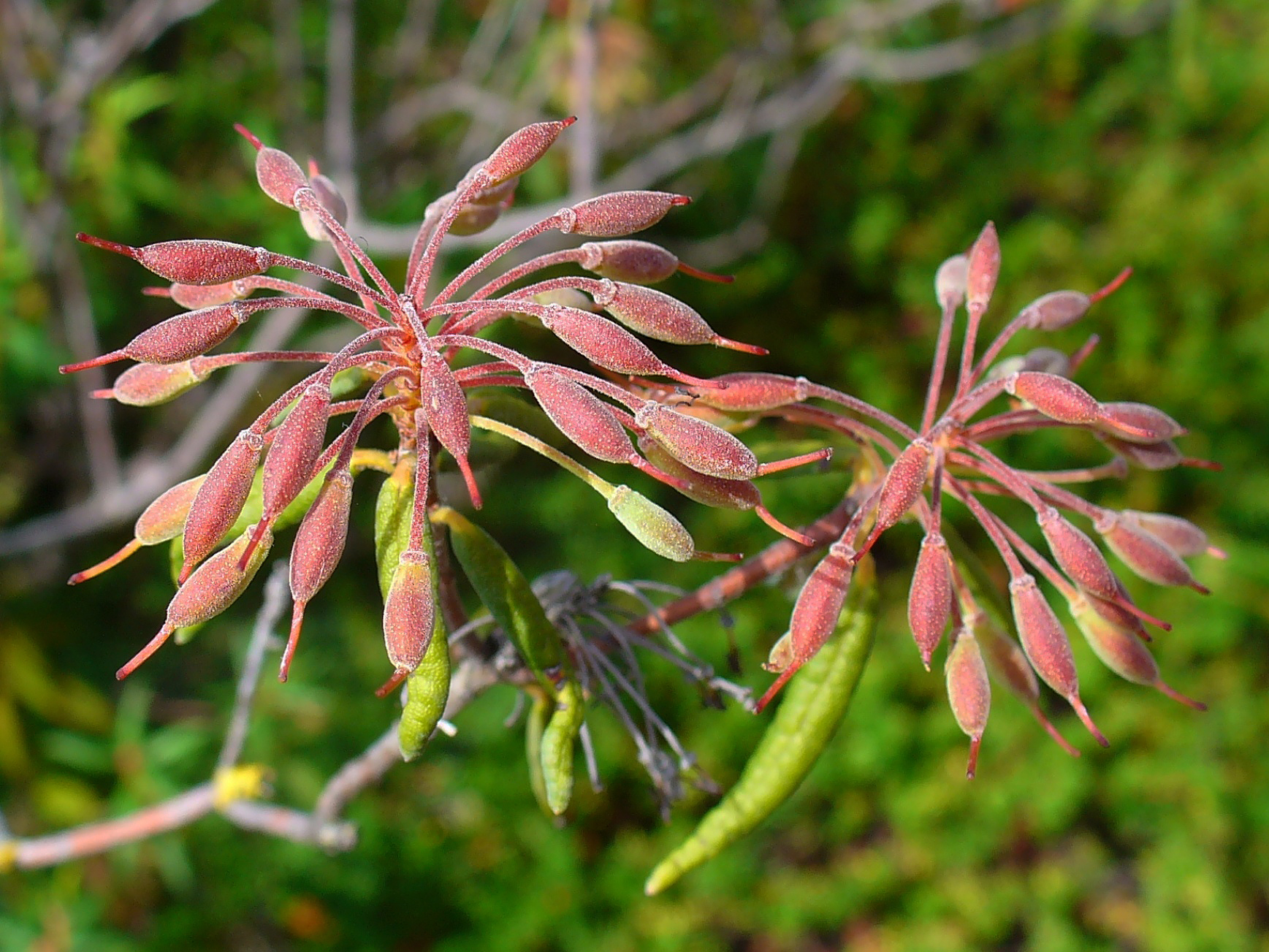
Frukter
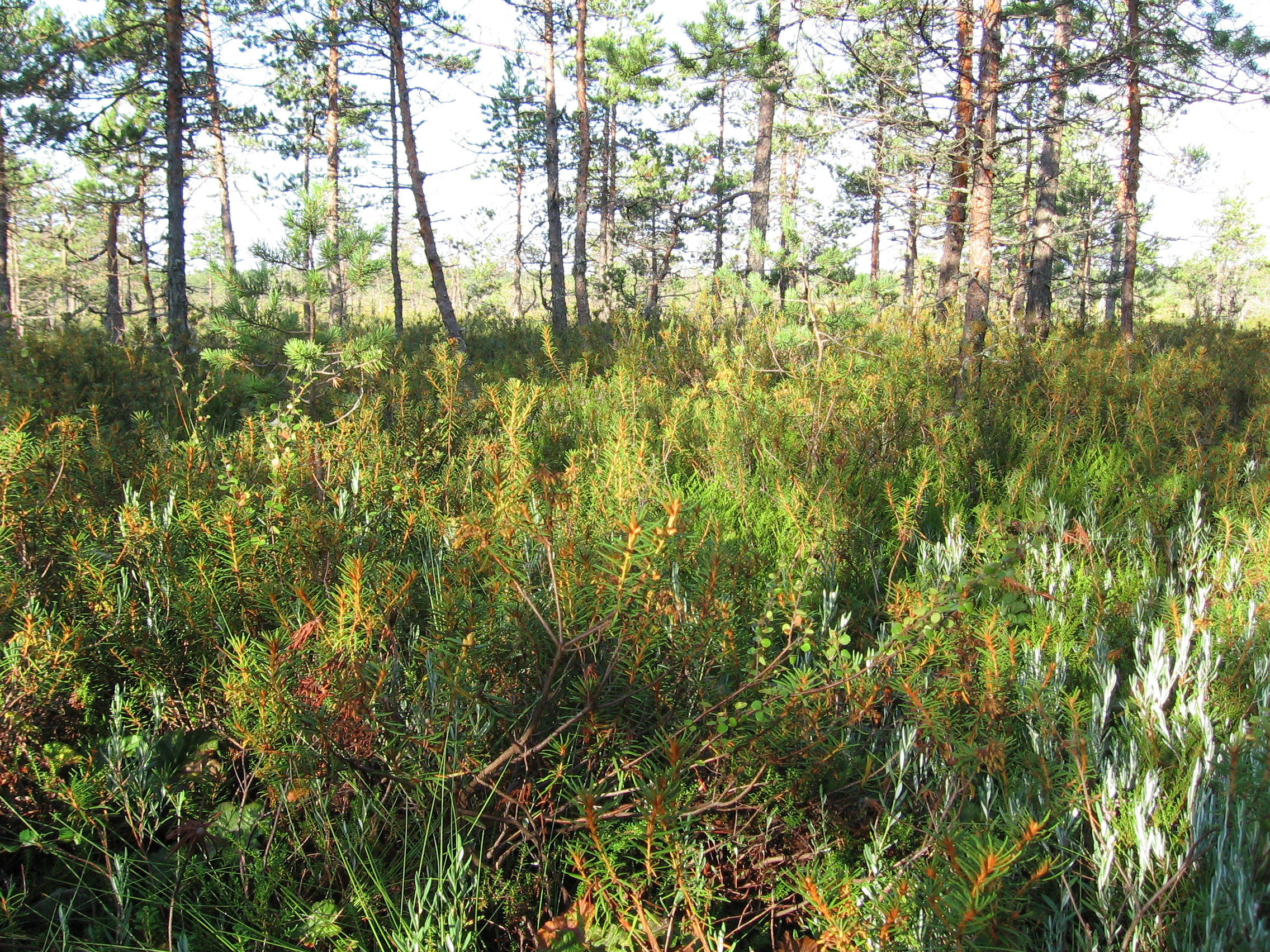
Så här kan det se ut på fuktig mark i skogen